# Delikatnaja
Delikatnaja sinonimia: Слива Деликатная, es una variedad cultivar de ciruelo (Prunus domestica), de las denominadas ciruelas europeas,
una variedad de ciruelaobtenida en Bielorrusia del cruce interespecífico de 'Eurasia 21' x 'Azhanskaya'.
Las frutas tienen un tamaño grande, con un color de piel rojo amarillento, y pulpa de color amarilla, textura densa, muy jugosa, y de sabor muy dulce. Tolera las zonas de rusticidad según el departamento USDA, de nivel I a III (¿IV?).

## Sinonimia
- "Слива Деликатная",
- "Luumu Delikatnaja",
- "Delikatnaja ploom",
- "Sliva Delikatnaya",
- "Ciruela Delicada".[3]

## Historia
La variedad se obtuvo del cruce interespecífico de la selección rusa 'Eurasia 21' como "Parental Madre" x polen de la variedad húngara 'Azhanskaya' como "Parental Padre".
Esta variedad bielorrusa, es muy adecuada al cultivo en Estonia. Está cultivada en el "Centro de Investigación Hortícola Polli", dependiente del "Departamento de Ciencias de la Vida" de la Universidad de Tartu, cultivada desde 2009.

## Características
'Delikatnaja' el árbol es vigoroso, la tasa de crecimiento del árbol es fuerte y requiere darle forma a la copa. Se autopoliniza parcialmente, pero la polinización es necesaria para obtener una buena cosecha, buen polinizador para los demás, polinizadores recomendados para mejorar su producción: 'Renklod Jenikejeva', 'Ave', 'Emma Leppermann'. Tiene un tiempo de floración que comienza a partir del 18 de abril con el 10% de floración, para el 22 de abril tiene una floración completa (80%), y para el 4 de mayo tiene un 90% de caída de pétalos.
'Delikatnaja' tiene una talla de tamaño grande (35 a 40 g.), de forma ovalada redonda, con la sutura perceptible, línea fina, incolora y transparente, situada en una depresión más o menos acentuada, continuando en la parte inferior dorsal; epidermis con abundante pruina azulada, no se aprecia pubescencia, siendo el color principal de la piel rojo amarillento, punteado abundante; Pedúnculo de longitud corto, se separa fácilmente de la rama y los frutos no se caen cuando están maduros;pulpa de color amarilla, textura densa, muy jugosa, y de sabor muy dulce.
Hueso pequeño truncado ovalado, acanalado, libre y se separa fácilmente de la pulpa.
Su tiempo de recogida de cosecha se inicia en su maduración desde principios a mediados de septiembre.

## Usos
La ciruela 'Delikatnaja' se comen crudas de fruta fresca en mesa, en macedonias de frutas, pero también en postres, repostería, como acompañamiento de carnes y platos. Se transforma en mermeladas, almíbar de frutas, compotas.

## Cultivo y cuidados
La ciruela 'Delikatnaja' es una excelente variedad de Bielorrusia, muy usada en climas nórdicos en huertos familiares debido a su buena resistencia al invierno nórdico (aunque sensible a la humedad de las raices en invierno, se aconseja plantarlos en colinas o lugares en promontorios que drenen bien), y no se han producen daños invernales. También es apta para la agricultura comercial.
Especialmente en veranos húmedos, las ciruelas pueden verse afectadas por el mildiú polvoriento, que pertenece a las enfermedades fúngicas. Provoca manchas redondas de color rojo parduzco en las hojas y, finalmente, agujeros. Un árbol en buen estado resiste bien el oídio y produce una cosecha con normalidad. 
El pulgón de la ciruela se combate rociando la plántula antes de la brotación con aceite de parafina o cuidadosamente con piretrina antes de la floración. 
Durante el invierno, las ciruelas deben protegerse de las liebres y los topos con redes y cobertores de troncos.